# Mia Elezović
Mia Elezović (Zagreb), hrvatska pijanistica i glazbena pedagoginja.

## Životopis
Mia Elezović je svoje glazbeno obrazovanje započela kod Blaženke Zorić u Glazbenoj školi Vatroslava Lisinskog u Zagrebu. Studirala je klavir na Muzičkoj akademiji u Zagrebu u klasi prof. Zvjezdane Bašić, gdje je 1995. godine diplomirala, a 2001. i magistrirala. Od 1995. do 1997. studirala je na Visokoj školi za glazbu i scensku umjetnost (Hochschule für Musik und darstellende Kunst) u Beču u klasi prof. Hansa Petermandla. 1997. nastavila je studij glazbe u klasi prof. Herberta Seidela na Visokoj glazbenoj školi (Musikhochschule) u Frankfurtu, gdje je u veljači 2002. također diplomirala. Usavršavala se aktivno sudjelujući u majstorskim tečajevima svjetski renomiranih pijanista i komornih glazbenika kao što su Stephen Bishop-Kovacevich, Edith Picht-Axenfeld, Oksana Jablonskaja, Leonard Hokanson, John Perry, Rudolf Kehrer, Jean-François Antonioli, John O’Conor, Daniel Pollack, Philippe Entremont i Lee Fiser. Za trajanja studija bila je stipendistica nekoliko uglednih međunarodnih institucija: Fondazione Roma, Soros Foundation i Rotary Deutschland.
Od 1999. do 2004. godine podučavala je mlade pijaniste na Internacionalnoj školi u Frankfurtu (Frankfurt International School). 2004. godine japanska ju je Vlada pozvala na desetmjesečni studijski boravak u Kyoto, tijekom kojega se na Muzičkoj akademiji Showa (Showa Academia Musicae) posvetila intenzivnom studiju djela za glasovir suvremenih japanskih skladatelja. Od 2005. do 2006. godine bila je docentica na klavirskom odsjeku Umjetničkoga sveučilišta u Kyotu (Kyoto City University of Arts) i na Britanskoj školi (British School) u Tokiju. Istodobno je bila pozvana na festival »Terra Magica« u Poreču, gdje je kao docentica održavala majstorske tečajeve te ujedno i koncertirala. 2006. godine angažirana je u Madridu kao solopijanistica u tamošnjem Španjolskom nacionalnom ansamblu za suvremenu glazbu (Spanish National Ensemble for Contemporary Music).
U rujnu 2007. godine Mia Elezović seli u New York, gdje na Glazbenoj školi Manhattan (Manhattan School of Music) započinje specijalizaciju u programu Contemporary Performance, temeljenom na proučavanju i izvođenju djela suvremenih skladatelja. Dvije godine kasnije tu specijalizaciju uspješno završava još jednim magisterijem. Tijekom tog studijskog boravka u New Yorku nastupala je u Carnegie Hallu i Klavirskom salonu Yamaha, a za pjevačke su ju recitale rado angažirali profesori Mark Oswald, Marianne Barrett i Gait Sirguey. 2007. bila je angažirana kao docentica na Glazbenoj školi Alpha (Alpha School of Music – Queens, New York) i na Muzičkoj akademiji Bergen (Bergen Academy of Music – Oradell, New Jersey). 2008. podučavala je mlade pijaniste na Ljetnoj glazbenoj školi u Westfieldu (Westfield-Summer-Music-Programm) te 2008. i 2009. na Školi Ross (Ross School) u New Yorku. Od studenoga 2010. predaje na Kraljevskom konzervatoriju u Liègeu (Conservatoire royal de Liège). Članica je Hrvatskog društva glazbenih umjetnika.

## Glazbena karijera
Mia Elezović je vrlo rano započela svoju domaću i međunarodnu koncertantnu aktivnost. Održala je brojne solističke klavirske recitale, a nastupala je i s mnogim različitim komornim sastavima u Hrvatskoj, Austriji, Švicarskoj, Belgiji, Češkoj, Njemačkoj, Nizozemskoj, Italiji, Sloveniji, Španjolskoj, Japanu i Americi. Kao solistica nastupala je sa Zagrebačkom filharmonijom, Simfonijskim orkestrom Hrvatske radiotelevizije, Dubrovačkim simfonijskim orkestrom, Hrvatskim komornim orkestrom, Gudačkim orkestrom Gaudeamus, Komornim orkestrom Histoire (Histoire Chamber Orchestra), Ansamblom Tactus, itd. Kazushi Ono, Pavle Dešpalj, Pascal Rophé, Peter Škerjanec, Zlatan Srzić, Tomislav Fačini, Tara Simoncic, Kenneth Kiesler, Jeffrey Milarsky, James Baker, Elliot Moore, George Tsontakis i Reona Ito samo su neki od dirigenata s kojima je do danas vrlo uspješno surađivala. 
Uz česta i zapažena gostovanja u radijskim i televizijskim programima u Hrvatskoj i Njemačkoj, Mia Elezović nastupa na mnogim domaćim i inozemnim ozbiljnoglazbenim festivalima: Muzički biennale Zagreb, Hamamatsu Music Academy Festival (Japan), Schleswig-Holstein Musik Festival (Njemačka), International Holland Music Sessions (Nizozemska), Meranofest (Italija), International Keyboard Festival New York i Las Vegas Music Festival (SAD). Kao pijanistica istančanoga sluha, ali i profinjenoga smisla za komorno muziciranje rado je sudjelovala u brojnim glazbenim projektima poput Ljetnih majstorskih tečajeva Hrvatske glazbene mladeži u Grožnjanu, gdje je od 1996. do 1999. godine i nastupala s violinistom Geoffryem Whartonom (koncertnim majstorom Orkestra Gürzenich iz Kölna), violistom Vincentom Royerom i violončelistom Johannesom Nauberom. U Frankfurtu je surađivala s hornisticom Marie-Luise Neunecker, trombonistom Reinhardom Nietertom te opernim redateljem Maurom Giundaniem i njihovim studentima. U Hrvatskoj je nastupala i s poznatim Zagrebačkim gitarskim triom, s kojim je 1998. snimila skladbu Tri sonetne bagatele Rubena Radice.

## Nagrade
- 1991. – 1. nagrada na Međunarodnom (hrvatsko-japanskom) pijanističkom natjecanju u Zagrebu.
- 1992. – 1. nagrada na European Music Competition Città di Moncalieri (Italija).
- 1992. – 3. nagrada na Međunarodnom pijanističkom natjecanju u Rimu (Italija).
- 1995. – Rektorova nagrada Sveučilišta u Zagrebu za japansku koncertnu turneju.
- 1996. – 1. nagrada na Tribini mladih glazbenih umjetnika »Darko Lukić« u Zagrebu te posebna nagrada Hrvatskoga društva skladatelja za cjelovečernji koncert s djelima hrvatskih skladatelja.
- 2001. – nagrada Zaklade »Da Ponte« (Darmstadt, Njemačka).

## Vanjske poveznice
- Mia Elezović (službena web stranica)  Arhivirana inačica izvorne stranice od 29. rujna 2015. (Wayback Machine)
- Hrvatsko društvo glazbenih umjetnika
- Ensemble ECCE: Mia Elezović (životopis)[neaktivna poveznica](engl.)
- Mia Elezović (životopis)  Arhivirana inačica izvorne stranice od 5. ožujka 2016. (Wayback Machine)(engl.)
- MUSIKMEISTERKURSE: Mia Elezović (životopis)[neaktivna poveznica](njem.)
- YouTube – Shin-Ichiro Ikebe: Toward The Voice of J.S. – Mia Elezović, klavir
- YouTube – Shin-Ichiro Ikebe: Freedom for Arirang – Mia Elezović, klavir
- YouTube – Olja Jelaska: Na putu za Sion (praizvedba) – Mia Elezović, klavir
- YouTube – Yoshio Hachimura: Vision of Higanbana – Mia Elezović, klavir